# Сент-Элуа-д’Алье
Сент-Элуа́-д’Алье́ (фр. Saint-Éloy-d'Allier) — коммуна во Франции, находится в регионе Овернь. Департамент коммуны — Алье. Входит в состав кантона Юрьель. Округ коммуны — Монлюсон.
Код INSEE коммуны 03228.

## Население
Население коммуны на 2008 год составляло 62 человека.
| 1962 | 1968 | 1975 | 1982 | 1990 | 1999 | 2008 |
| ---- | ---- | ---- | ---- | ---- | ---- | ---- |
| 107  | 119  | 92   | 88   | 63   | 69   | 62   |

## Экономика
В 2007 году среди 37 человек в трудоспособном возрасте (15—64 лет) 27 были экономически активными, 10 — неактивными (показатель активности — 73,0 %, в 1999 году было 72,3 %). Из 27 активных работали 27 человек (18 мужчин и 9 женщин), безработных не было. Среди 10 неактивных 2 человека были учениками или студентами, 6 — пенсионерами, 2 были неактивными по другим причинам.

## Достопримечательности
- Церковь Сент-Элуа (XIX век)
- Руины замка Ла-Рош-Гийебо (XII век)